# ميخائيل بوش
ميخائيل بوش (بالإنجليزية: Michael Bush)‏ هو لاعب كرة قدم أمريكية أمريكي، ولد في 16 يونيو 1984 في لويفيل في الولايات المتحدة.

## وصلات خارجية
- ميخائيل بوش على موقع مرجع كرة القدم المحترفة.كوم (الإنجليزية)